# Eublemma amphidasys
Eublemma amphidasys là một loài bướm đêm trong họ Erebidae.